# Gare de Villefranche-de-Lauragais
Gare de Villefranche-de-Lauragais vasútállomás Franciaországban, Villefranche-de-Lauragais településen.

## Vasútvonalak
Az állomást az alábbi vasútvonalak érintik:
- Bordeaux–Sète-vasútvonal

## Kapcsolódó állomások
A vasútállomáshoz az alábbi állomások vannak a legközelebb:
- Gare d’Avignonet (Gare de Sète, Bordeaux–Sète-vasútvonal)
- Gare de Villenouvelle (Gare de Bordeaux-Saint-Jean, Bordeaux–Sète-vasútvonal)